# 내막계
내막계(內膜系, 영어: endomembrane system) 또는 세포내막계(細胞內膜系)는 진핵세포에서 세포를 기능적, 구조적 측면에서 나눠주는 체계이다. 원핵세포는 내막계가 없으며 그에 따라 대부분의 세포 소기관이 결여되어 있다.

## 정의
내막계는 지질과 단백질의 합성시 표면 반응같은 세포의 수송체계도 통제한다. 그러나 모든 내막계가 합성에 관여하진 않는다.
내막계를 이루고 있는 생체막은 지질 2중층이며 단백질이 이 층에 부착되어 있거나 가로질러 있는 경우도 있다.

## 종류
- 원형질막은 인지질 2중층으로 근본적으로 세포와 주변 환경을 분리하며 분자단위의 수송, 세포 내/외부간의 신호전달을 관장한다.
- 핵막은 세포핵를 둘러싸고 있는 생체막이다. 핵 자체는 내막계에 포함되지 않는다.
- 소포체는 합성과 수송을 관장하는 소기관으로, 핵막의 확장판이라고 볼 수 있다.
- 골지체는 단백질의 수송과 포장에 관여한다. 특히 조면소포체와 합동한다.
- 액포는 식물세포의 저장창고이다. 주로 대사노폐물과 유독물질이 저장된다. 과일의 맛을 내는 주요 물질이 들어있다.
- 리소좀은 세포의 소화기관이라고 할 수 있다. 세포내의 쓸모없는 기관이나 작은 분자(주로 유해하거나 쓸모없는)를 효소로 분해한다.
- 소포(소낭)은 막으로 둘러싸인 기관으로 분자의 수송, 저장을 담당한다.